# Gros locard

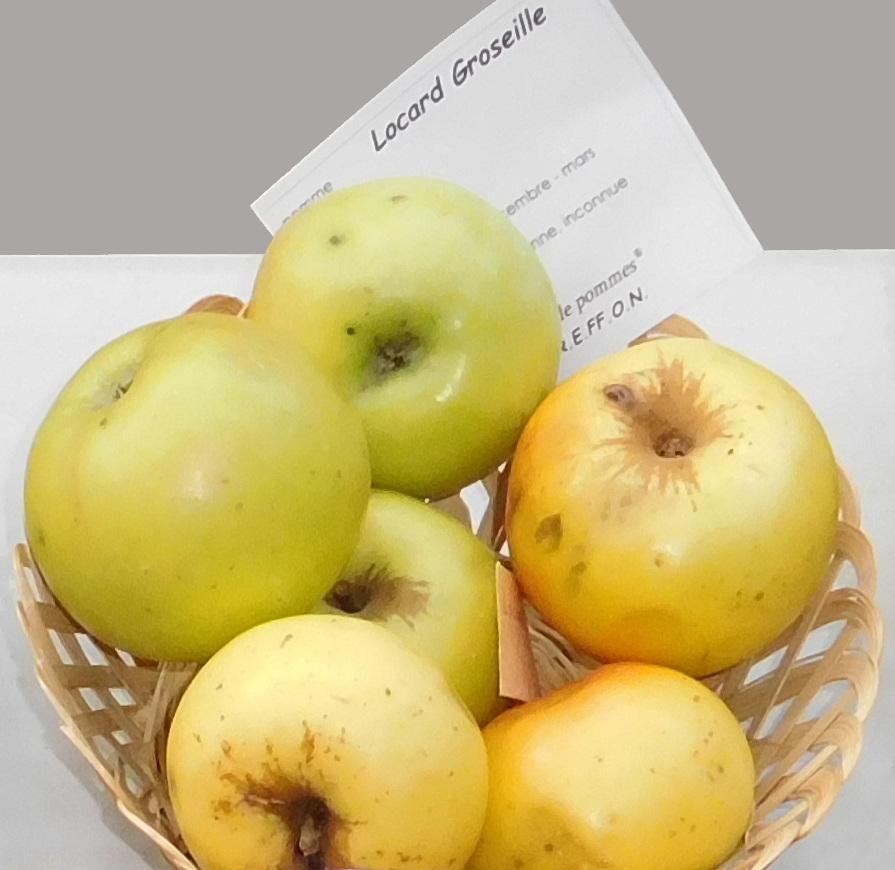
Corbeille de Locard groseille.

La Gros Locard est une variété de pomme parfois aussi appelée « Locard bicolore » ou « Locard groseille ». Elle est originaire de Sablé dans la Sarthe et assez répandue en Île-de-France et dans les régions avoisinantes.
Cette variété donne de grosses pommes sphériques et un peu aplaties. Sa fine peau est jaune pale brillant et vire au jaune foncé sous un bon ensoleillement. Elle est maculée de brun autour du pédoncule et abondamment ponctuée de points gris.
Sa chair juteuse est blanche, croquante, sucrée et acidulée mais sans parfum.
Elle peut être utilisée en pomme à couteau mais est idéale en pomme à cuire ou pour le jus.

## Culture
L'arbre est très vigoureux et produit beaucoup.
Sa floraison est très tardive.
Ses fruits sont matures de décembre à mars.